# Provincia de Nueva Bretaña Oriental
Nueva Bretaña Oriental (5°10′S 151°45′E / -5.167, 151.750) es una de las 19 provincias de Papúa Nueva Guinea. Comprende el noreste de la isla de Nueva Bretaña, con una superficie total de 15,816 km² y una población de 220 133 personas según el censo efectuado en el año 2000. Su capital es Kokopo, ciudad cercana a Rabaul, la antigua capital, que fue destruida en 1994 a causa de una erupción volcánica.[cita requerida] El área Kokopo-Rabaul es uno de los más poblados de la isla.

## Economía
Existen dos clases de economías en la provincia. Una es primaria y se dedica a la agricultura, generalmente de subsistencia, que en ciertos casos exporta al extranjero, especialmente cacao y pulpa de coco. El segundo sector es terciario y se basa en el turismo, que año a año se incrementa rápidamente.